# Collège Lionel-Groulx
Pour les articles homonymes, voir Lionel Groulx (homonymie).
 (décembre 2020).

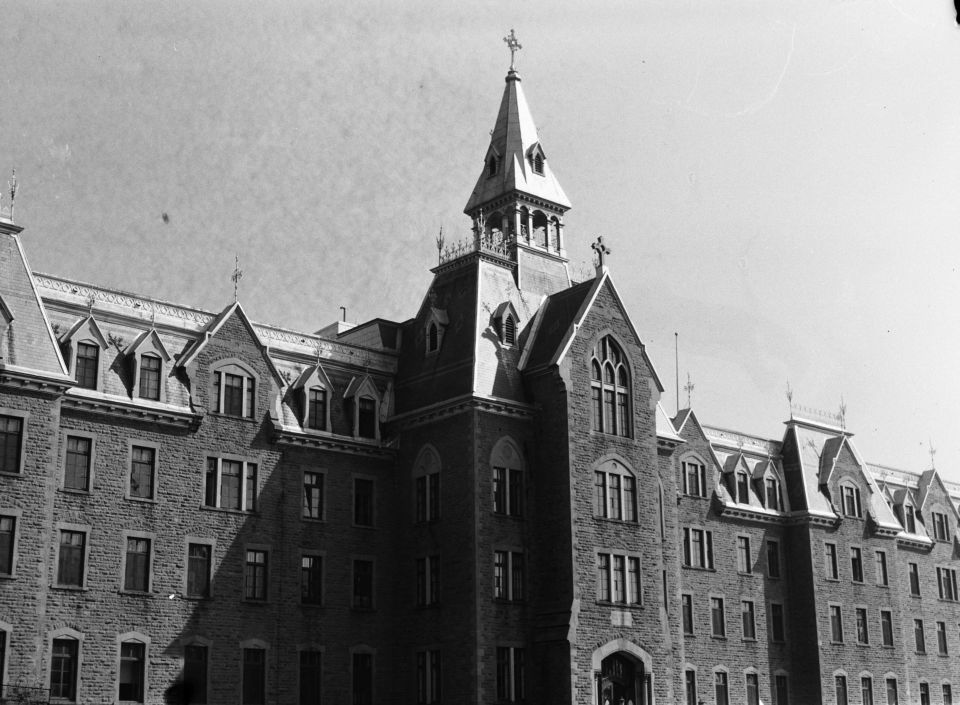
Séminaire de Sainte-Thérèse le 28 septembre 1948.

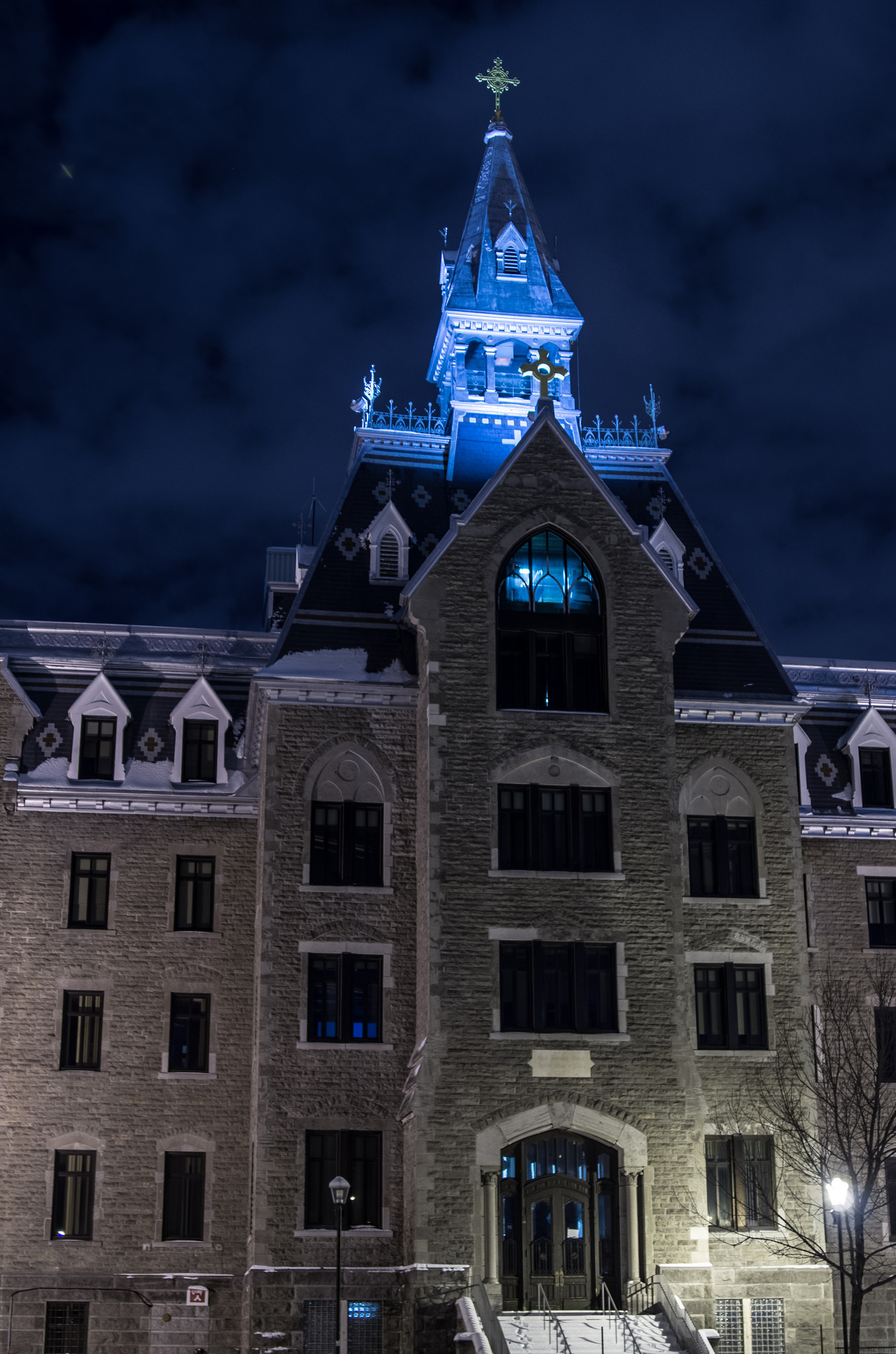
Collège Lionel-Groulx.

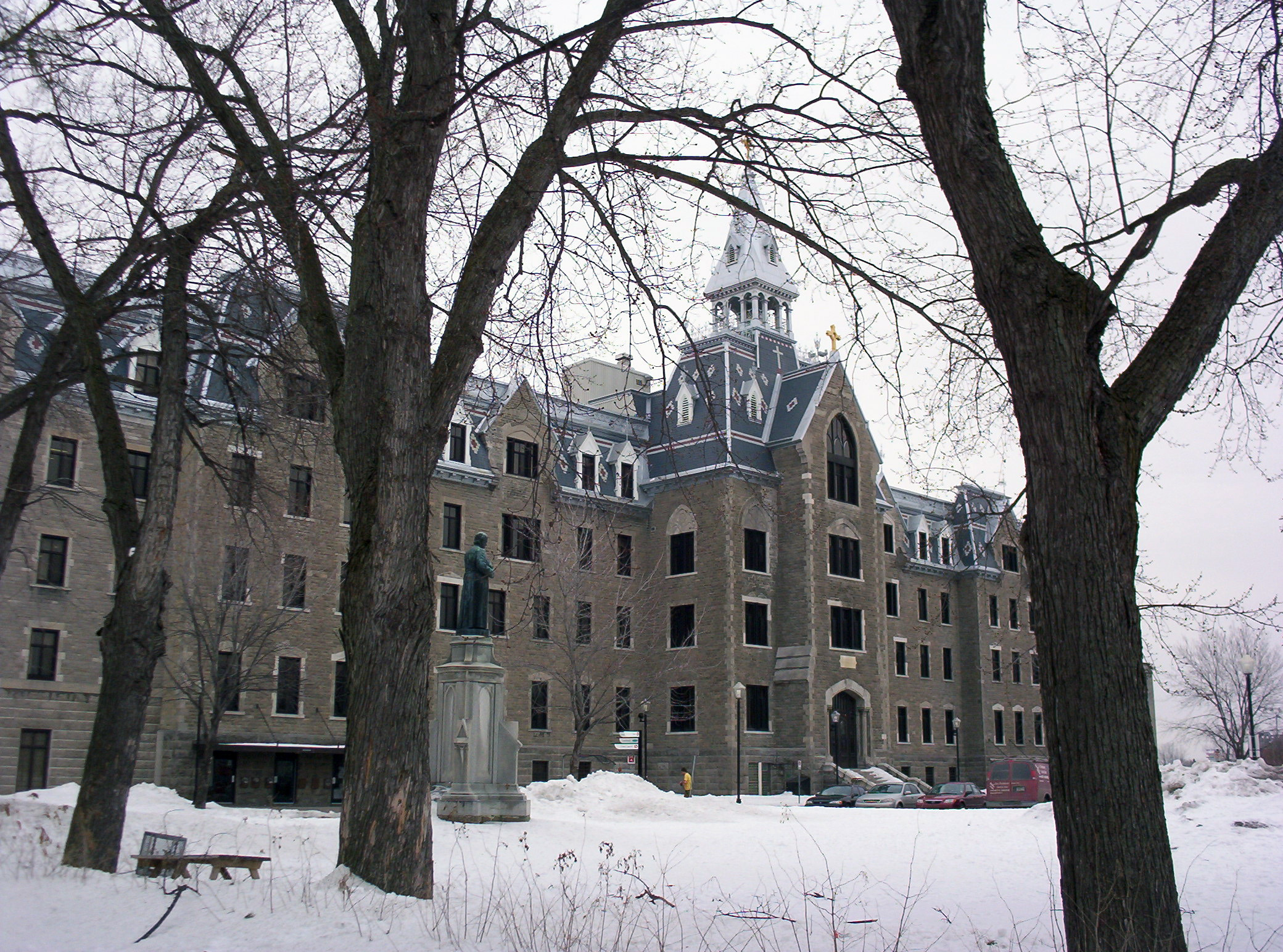
Collège Lionel-Groulx.

Le Collège Lionel-Groulx est un collège d'enseignement général et professionnel situé à Sainte-Thérèse, dans la région administrative des Laurentides plus précisément dans la municipalité régionale de comté de Thérèse-De Blainville dans la province de Québec au Canada. Ce collège compte environ 6 000 étudiants en formation régulière et environ 2 000 en formation continue.

## Fondation
Le Collège a été institué le 14 septembre 1967 et nommé en l'honneur de l'historien québécois, le chanoine Lionel Groulx, ancien étudiant du Séminaire de Sainte-Thérèse. Sa fondation est issue de l'École de commerce de Sainte-Rose, de l'École normale de Saint-Jérôme et du Séminaire de Sainte-Thérèse. Les trois premiers programmes à être autorisés sont l'informatique, les techniques administratives et les techniques de la documentation. En 1969, le Collège acquiert tous les biens mobiliers et immobiliers du Séminaire de Sainte-Thérèse.
L'installation principale du Collège occupe un terrain de 1,8 million de pieds carrés. Le Collège possède aussi un centre sportif, un complexe immobilier composé de résidences traditionnelles et d’appartements permettant d’accueillir 280 élèves, un pavillon d'ordinique, ainsi qu’un centre collégial de transfert de technologie (centre d’innovation en microélectronique du Québec), une aile théâtre, une aile musique, une aile des sciences, une salle de spectacle, un centre de formation en agriculture et des serres en horticulture à Mirabel.

## Histoire
Le 8 octobre 1968 est déclenché pour la première fois une grève dans un cégep. Cet évènement agira comme fer de lance des mobilisations étudiantes d'octobre 1968.

## Directeurs généraux
- Charles Valois (1967-1973)
- Pierre Desgroseilliers (1973-1978)
- Nicole Brodeur (1978-1981)
- Jean Ladouceur (1981-1984)
- André Turcotte (1985-1991)
- Marie-Hélène Desrosiers (1991-1995)
- Francine Sénécal (1995-2002)
- Monique Laurin (2002-2013)
- Michel-Louis Beauchamp (2013-2023)
- Philippe Nasr (2023- )

## Enseignants connus
- André G. Bourassa, écrivain, enseignant et un des premiers directeurs du Collège
- Élie Fallu, historien et homme politique
- Jean-Claude St-Onge, philosophe
- Johanne Fontaine, comédienne et animatrice
- Suzanne Garceau, comédienne
- Marie-France Marcotte, comédienne
- Catherine Bégin, comédienne
- Luc Bourgeois,comédien
- Daniel Paquette, metteur en scène
- Alice Ronfard, metteure en scène
- Frédéric Dubois, metteur en scène
- Claude Poissant, metteur en scène
- France Boisvert, écrivaine
- Agnès Grimaud, écrivaine
- Victor Teboul, écrivain

## Personnalités liées au collège
- Normand Brathwaite
- Patrice L'Écuyer
- Pauline Martin
- Les Denis Drolet
- Hélène Bourgeois Leclerc
- France D'Amour
- Geneviève Néron
- Mélanie Pilon
- Charline Labonté
- Jacques Nantel (acteur)
- Marie-Chantal Perron
- Martin Laroche (François dans François en série, Séries+)
- Marianne Moisan
- Guy Jodoin (comédien)
- Francis Ducharme
- Sophie Desmarais
- Francis Reddy
- Frédérique Dufort

## Association étudiante
L'association générale des étudiantes et étudiants du Collège Lionel-Groulx (AGEECLG) est l'association étudiante de la communauté étudiante du Collège Lionel-Groulx. Cette association est membre de l'Association pour une solidarité syndicale étudiante (ASSÉ).

## Équipes sportives
Les équipes sportives du collège ont pour nom « Les Nordiques ».